# Eugène Delaplanche

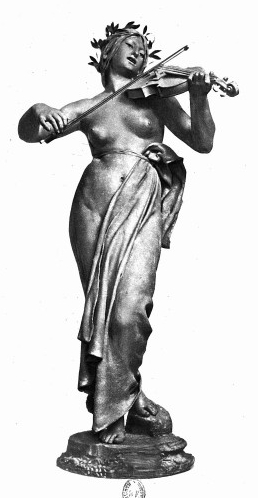
Eugène Delaplanche - La Musique.

Eugène Delaplanche, född 28 februari 1836 i Belleville, död 10 januari 1891 i Paris, var en fransk bildhuggare.
Delaplanche utförde i en graciös och formskön stil flera statyer i marmor eller brons, som blev mycket populära. Bland dessa märks Eva efter syndafallet, Musiken, Aurora, Dansen, Afrika (i förgylld brons). Några av hans statyer finns uppställda i parker i Paris. Hans staty av Aubert är uppställd i operans foajé där. Delaplanche utförde även dekorationsarbeten för kyrkor och andra byggnader. Delaplanche är väl representerad på Ny Carlsberg Glyptotek, Köpenhamn.